# 西南大區 (布基納法索)
西南大區（法語：Sud-Ouest）是布基納法索十三個大區之一，位於該國西南部。面積16,576平方公里。2006年人口623,056人。首府加瓦。
本區下轄四省，即布古里巴省、伊奧巴省、努姆比埃爾省和波尼省。